# Panorama Kairo

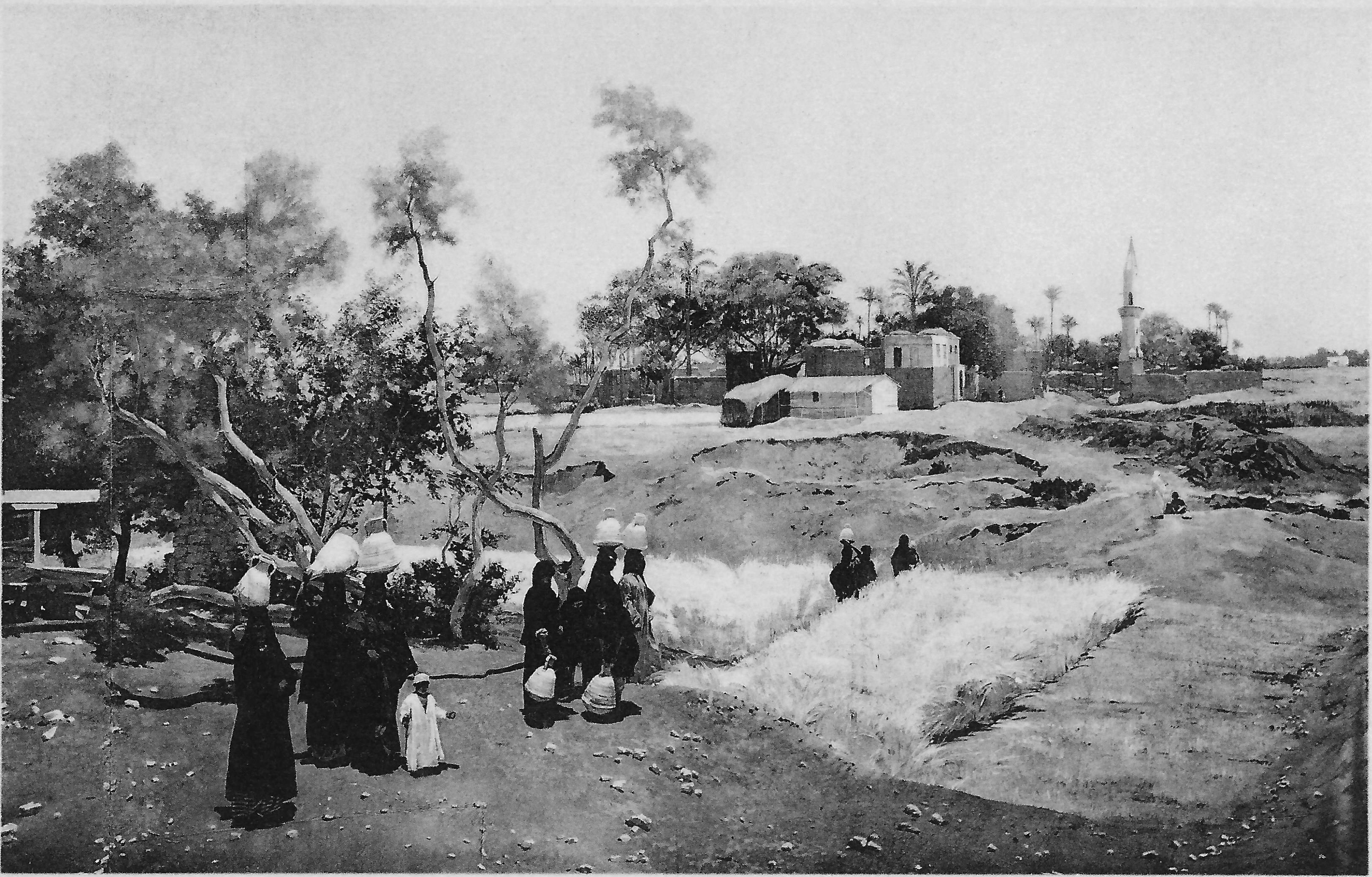
Scen med vattendragare

Panorama Kairo, eller Kairo och Nilens stränder (franska: Le Caire et les bords du Nil), var en cykloramamålning från 1881 av Émile Wauters.
Compagnie austro-belge des Panoramas beställde 1880 för en utställning i Wien ett cyklorama av Émile Wauters över slaget vid Custozza under tyska enhetskriget den 24 juni 1866 mellan österrikiska och italienska trupper. Wauters ville inte utföra en sådan målning med hänsyn till italienarnas känslor, utan föreslog i stället att utföra en landskapsmålning med utgångspunkt i sin tidigare egyptiska resa 1869. 
Émile Wauters tillbringade två månader i Egypten och gjorde ett sjuttiotal studier. Tillbaka i Belgien 1880 förverkligade han målningen på 14 x 114 meter under mindre än ett år, med hjälp av några vänner och studenter, bland andra Jean-Baptiste Degreef. Väven tillhandahölls av Établissements Mommen i Saint-Josse-ten-Noode i Bryssel.
Panorama Kairo ställdes först ut i Wien från 1882 i den specialbyggda nybyggda rotundan Das Neue Panorama, och visades därefter i München 1887 och Haag 1888. Målningen kom därefter tillbaka till Belgien för att lagras i Sint-Jans-Molenbeek. Den köptes av baronen Louis Cavens, som lät uppföra en byggnad för den, ritad av Ernest Van Humbeek, i  Cinquantenaireparken i Bryssel och donerade målningen till den belgiska staten. 
Cykloramat visades under världsutställningen i Bryssel 1897, men därefter stängdes byggnaden för allmänheten. Cykloramat skadades av fukt och lagrades i Sint-Jans-Molenbeek.  Alfred Bastien gjorde 1923 en restaurering av målningen. Paviljongen öppnades därefter igen, men fuktproblematiken kvarstod och regeringen ansåg sig inte ha råd med underhållet. 
År 1967 överlämnades byggnaden till en muslimsk församling. År 1971 togs den då skadade målningen bort ur byggnaden efter att ha skurits i bitar. Den betraktas idag som förlorad. 
Rotonde du Cinquantenaire renoverades från 1975 av den tunisiske arkitekten Mongi Boubaker till ett islamskt kulturellt centrum och Bryssels stora moské, invigda 1978. 
Charlier Museum i Sint-Joost-ten-Node i Bryssel har en av Wauters studier för målningen: Felucker på Nilen (1869). Flera dukar som Alfred Bastien gjorde för sin renovering finns på Koninklijk Museum voor Schone Kunsten Antwerpen i Antwerpen.

## Bildgalleri

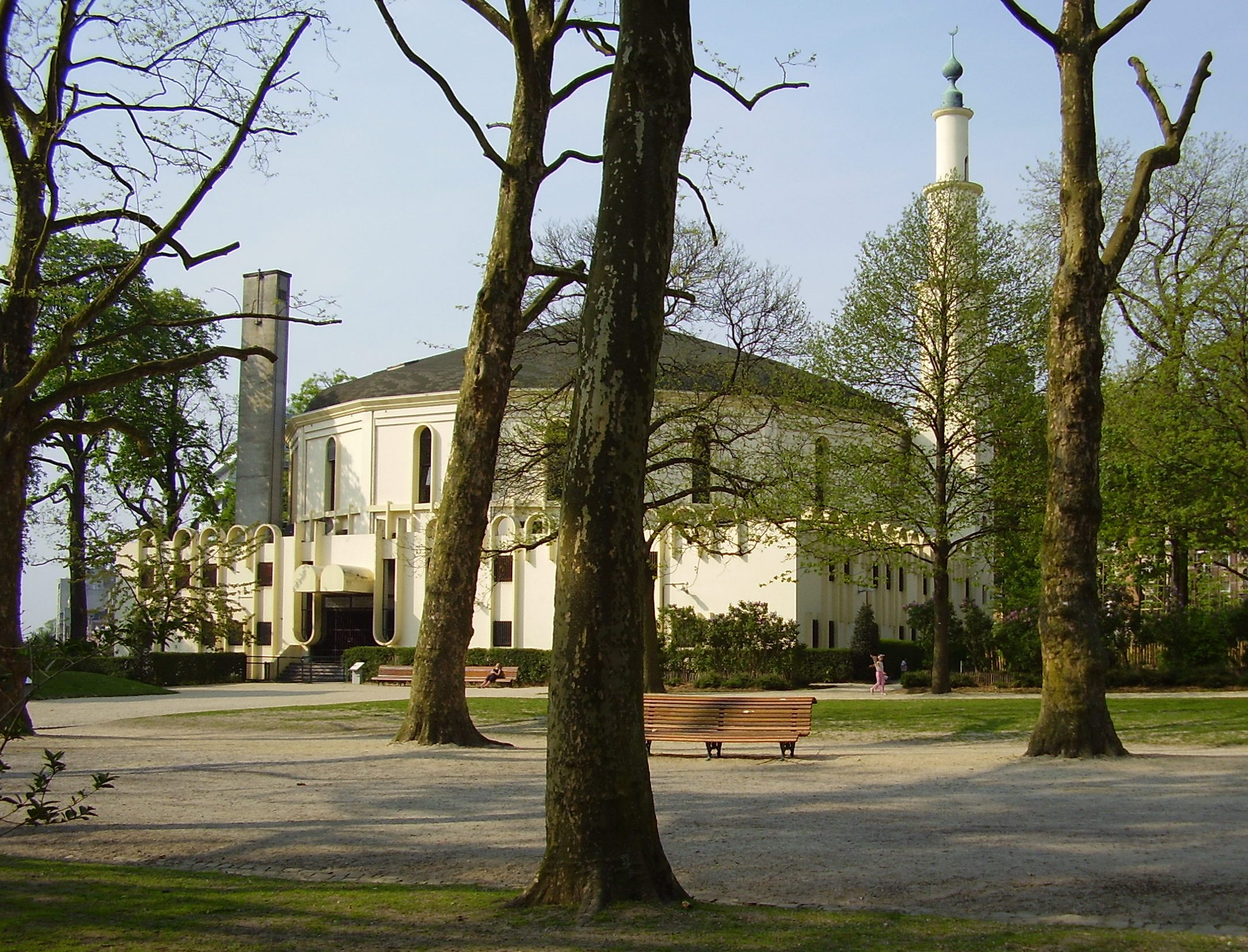
Nuvarande Grande mosquée de Bruxelles (Stora moskén)
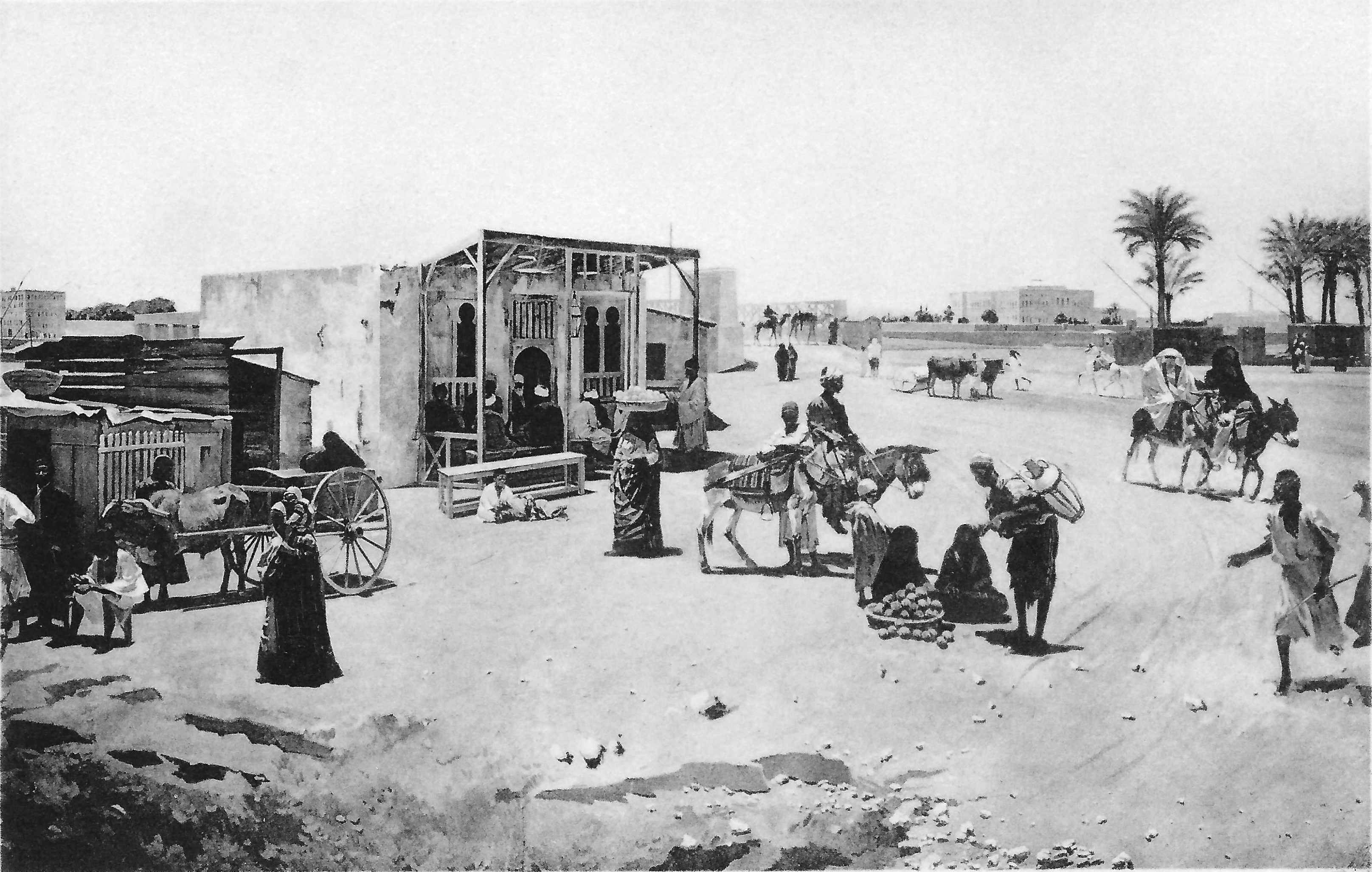
Byscen
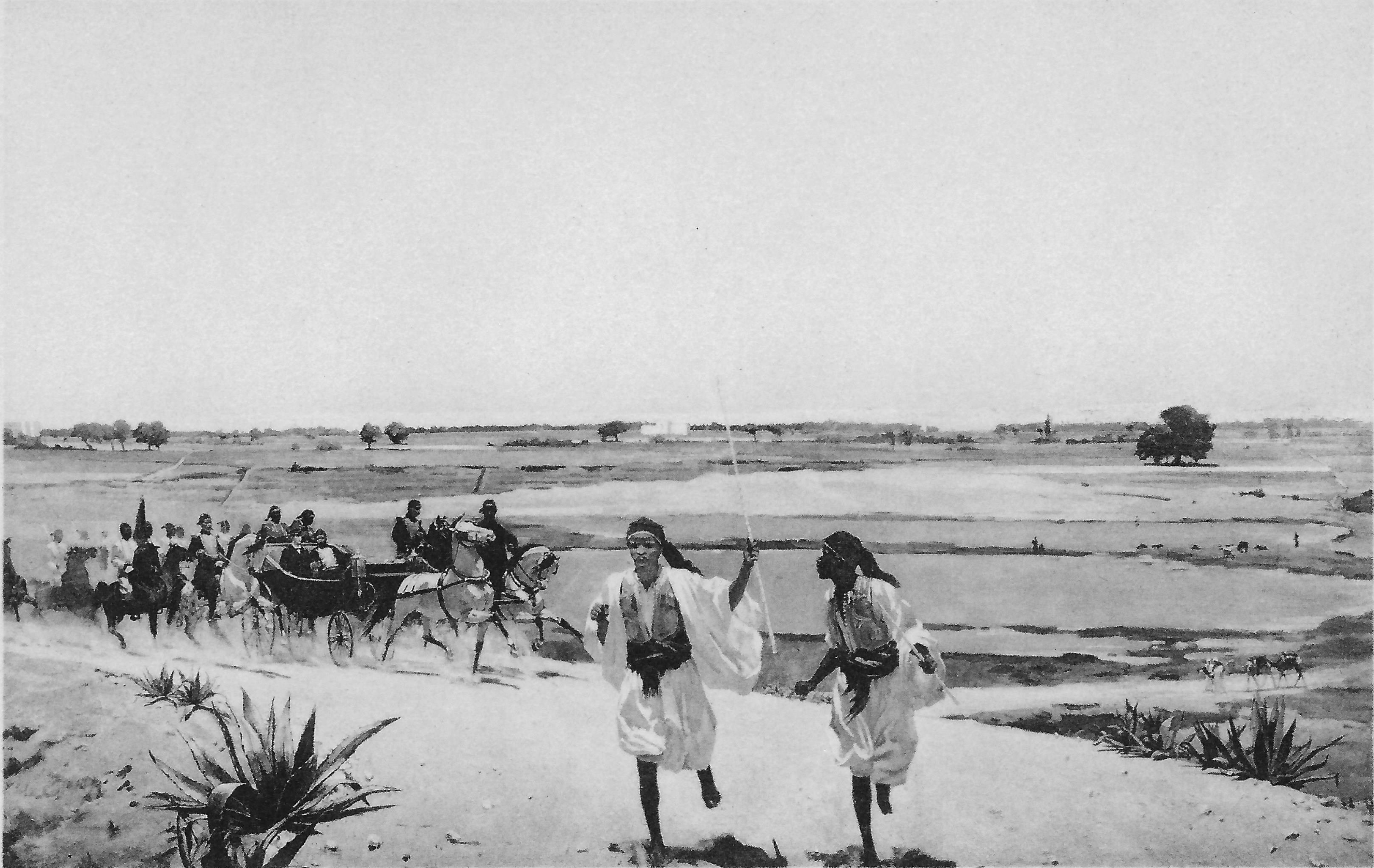
En betydande person på utflykt utanför Kairo
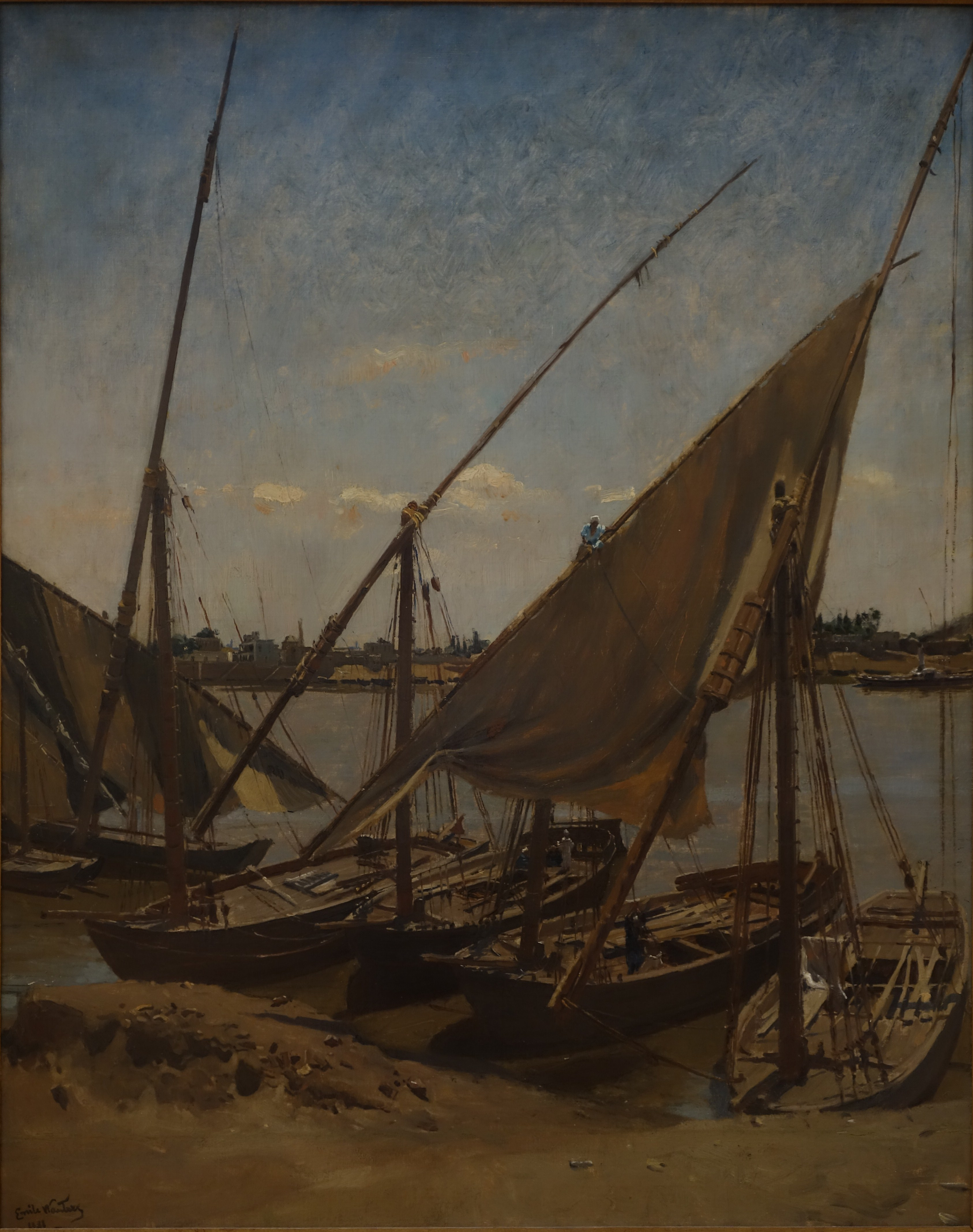
Felucker avbildade av Émile Wauters under dennes första resa till Egypten 1869